# Amanitore
Amanitore (fl. I secolo a.C.-I secolo) fu una regina del Regno di Kush vissuta tra il I secolo a.C. e il I secolo d.C.
Durante il suo regno vennero restaurati ed innalzati vari monumenti (soprattutto piramidi) nelle città di Meroe, Naqa, Amara e Napata, in Sudan.

## Titolatura

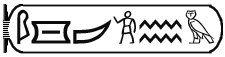
La titolatura reale di Amanitore

La titolatura reale dell'antico Egitto comprende più nomi ufficiali per ogni monarca.
Il nome di Sa-Rha (che significa "figlia di Ra") di Amanitore era:
| i | mn · n | a · r | i | t · H8 | i |

Il nome regale di Amanitore era Merkare e si scriveva con i geroglifici seguenti:
| ra | mr | kA |

## Biografia

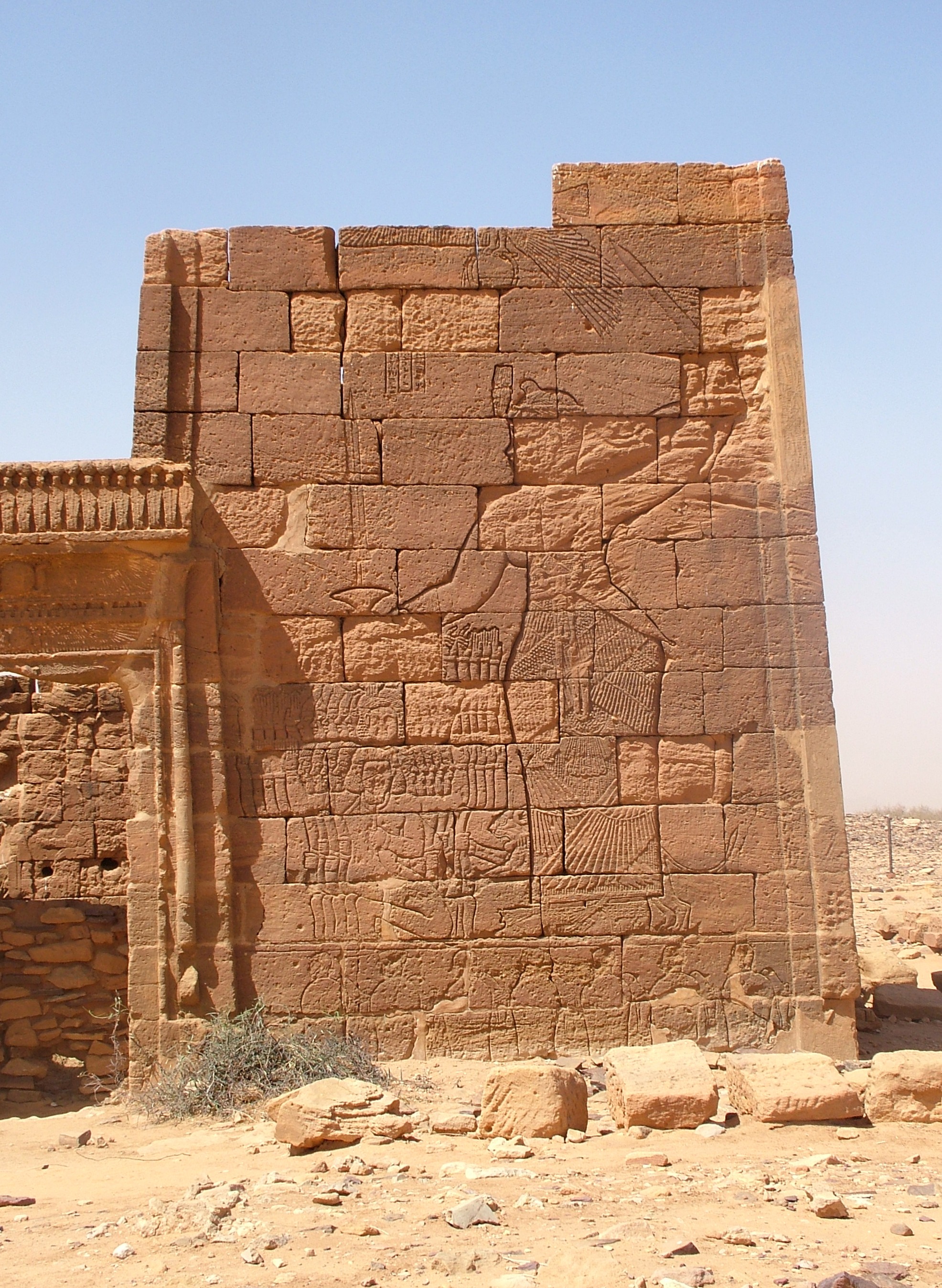
Amanitore raffigurata nell'atto di schiacciare i suoi nemici in un bassorilievo del tempio di Apedemak, a Naqa.

Non si hanno notizie della vita di Amanitore prima che questa salisse al trono. Amanitore è menzionata da alcune fonti come regina reggente del re Natakamani, ma non viene specificato se Natakamani fosse suo marito o suo figlio. Anche riguardo alla data di nascita e di morte non si hanno notizie certe: alcune fonti riportano il 50 a.C. come data di nascita e il 20 a.C. come data di morte, mentre secondo altre fonti il regno della sovrana sarebbe iniziato il 1 a.C. e terminato nel 20 d.C., con l'ascesa al trono di Amanitaraqide.
Amanitore ebbe tre figli: Arikhankharer, Arikakahtani e Shorkaror. La co-reggenza di Amanitore e Natakamani è nota dalle raffigurazioni nei templi. Secondo l'archeologo László Török i due sono marito e moglie, e che i tre personaggi spesso rappresentati con loro siano i loro figli ed eredi. Nel tempio di Ammone a Naqa il principe Arakakhatani viene raffigurato con la corona regale, nonostante a governare fossero ancora Amanitore e Natakamani.
Il palazzo reale della regina era situato presso il Gebel Barkal, in Sudan, un sito oggi patrimonio mondiale dell'UNESCO. La zona di sovranità di Amanitore si estendeva tra il fiume Nilo e l'Atbara ed era ricca di risorse tessili e minerarie.
Amanitore è nota soprattutto per i monumenti eretti durante il suo regno. La regina cuscita fece restaurare il grande tempio d'Ammone a Meroe e il tempio d'Ammone di Napata dopo la distruzione da parte dei romani. Sempre a Meroe furono costruite delle cisterne per la conservazione dell'acqua. Con il suo co-reggente, ella fece anche innalzare dei templi dedicati al dio Ammone a Naqa e Amara. Vennero inoltre costruite molti piramidi nubiane, molte delle quali saccheggiate già in tempi antichi. Delle iscrizioni e dei bassorilievi di un tempio di Meroe, nelle vicinanze di Šendi, e del tempio di Apedemak a Naqa, o Naga, raffigurano la sovrana cuscita: in quest'ultimo tempio, in particolare, Amanitore è raffigurata mentre schiaccia i suoi nemici.
Dopo la sua morte, Amanitaraqide salì al trono e Amanitore venne sepolta nella propria piramide a Meroe.

## Ipotesi biblica

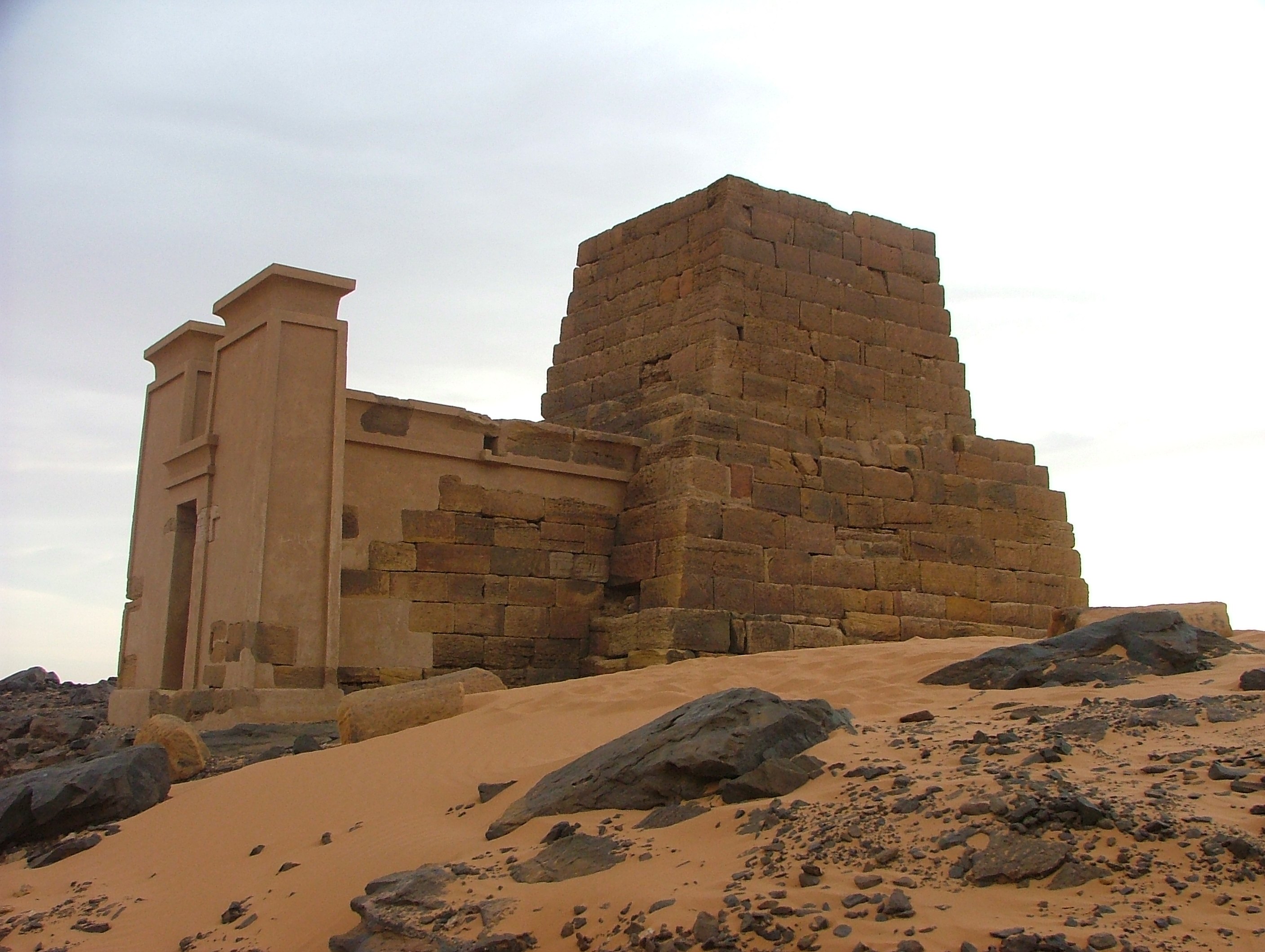
La piramide della regina, situata a Meroe.

Secondo alcuni studiosi Amanitore potrebbe essere la candace menzionata nella Bibbia nell'episodio della conversione dell'eunuco etiope da parte dell'apostolo Filippo, tratto dagli Atti degli Apostoli (Atti 8, 26–40). Questo etiope, che leggeva il libro di Isaia, era un eunuco, un alto funzionario della candace, la regina d'Etiopia, e amministrava il suo tesoro. San Luca, redattore degli Atti degli Apostoli, utilizza il termine "candace" come se fosse un nome proprio (da qui avrà origine il nome inglese Candace); secondo Poswick, questo era il nome generico delle regine madri d'Etiopia, mentre secondo Gerard era il nome dei sovrani cusciti o di Meroe, che governavano anche una parte d'Etiopia.
Tuttavia, è improbabile che Amanitore fosse viva durante la predicazione dell'apostolo Filippo, anche se, come detto prima, le fonti sulla data di morte della regina non coincidono.

## Nella cultura di massa
Amanitore guida la civiltà nubiana nel videogioco strategico a turni Sid Meier's Civilization VI.